# Paul J. Krebs

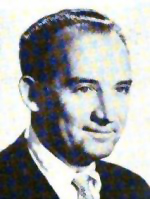
Paul J. Krebs

Paul Joseph Krebs (* 26. Mai 1912 in New York City; † 17. September 1996 in Hallandale, Florida) war ein US-amerikanischer Politiker. Zwischen 1965 und 1967 vertrat er den Bundesstaat New Jersey im US-Repräsentantenhaus.

## Werdegang
Paul Krebs besuchte die öffentlichen Schulen seiner Heimat einschließlich der High School. Danach arbeitete er als Berufsberater. Politisch wurde er erst in den 1950er Jahren aktiv. Zwischen 1954 und 1961 war er Präsident der Gewerkschaft CIO in New Jersey. Von 1961 bis 1965 stand er dem United Auto Workers Council auf Staatsebene vor. Politisch war er Mitglied der Demokratischen Partei. Zwischen 1958 und 1970 gehörte er deren Vorstand im Essex County an.
Bei den Kongresswahlen des Jahres 1964 wurde Krebs im zwölften Wahlbezirk von New Jersey in das US-Repräsentantenhaus in Washington, D.C. gewählt, wo er am 3. Januar 1965 die Nachfolge von George M. Wallhauser antrat. Da er im Jahr 1966 auf eine erneute Kandidatur verzichtete, konnte er bis zum 3. Januar 1967 nur eine Legislaturperiode im Kongress absolvieren. Diese waren von den Ereignissen des Vietnamkrieges und der Bürgerrechtsbewegung geprägt.
Nach dem Ende seiner Zeit im US-Repräsentantenhaus war Paul Krebs Leiter der Verbraucherschutzbehörde von New Jersey. Im Jahr 1972 kandidierte er erfolglos für den US-Senat. Er starb am 17. September 1996 in Hallandale.